# Eddie Guerrero
Eduardo Gory Guerrero Llanes, meglio conosciuto come Eddie Guerrero (El Paso, 9 ottobre 1967 – Minneapolis, 13 novembre 2005), è stato un wrestler statunitense di origini messicane, noto per i suoi trascorsi nella World Championship Wrestling tra il 1995 e il 2000 e nella World Wrestling Federation/Entertainment dal 2000 fino alla morte.
Considerato uno dei migliori wrestler di tutti i tempi, lottò in tutto il mondo e militò nelle tre federazioni nordamericane di wrestling più importanti dell'epoca: la Extreme Championship Wrestling, la World Championship Wrestling e la World Wrestling Federation/Entertainment.
Nel suo periodo in WWE interpretò il personaggio del "Latino Heat", un wrestler manipolatore e bugiardo disposto a tutto pur di vincere i suoi match. Il suo personaggio avrebbe dovuto caratterizzarlo come figura heel, ma grazie alla sua personalità carismatica e comica, diventò uno dei wrestler più amati dei primi anni 2000 tanto che la sua popolarità, specialmente tra il pubblico messicano, raggiunse i livelli di altre icone come The Rock e "Stone Cold" Steve Austin. È stato uno dei wrestler più carismatici e amati di tutti i tempi, avendo vinto per due anni consecutivi il premio di Most Charismatic Wrestler e Best on Interviews del Wrestling Observer Newsletter; fu inoltre nominato per due volte Most Inspirational Wrestler da Pro Wrestling Illustrated.
Durante la sua carriera ebbe più volte problemi legati all'abuso di alcol, droghe e antidolorifici, riuscendo però a sconfiggere definitivamente le sue dipendenze nel 2001. I suoi problemi nella vita reale a volte sono stati anche integrati nelle storyline della WWE, sempre con il suo permesso. Tra WWE, WCW e ECW vinse complessivamente ventitré titoli, tra cui il WWE Championship.
Il 13 novembre 2005 fu rinvenuto privo di vita dal nipote Chavo nella sua stanza di albergo a Minneapolis, città in cui la WWE si era recata per le registrazioni della puntata di SmackDown!.
La WWE lo introdusse postumo nella WWE Hall of Fame nel 2006. Nella WWE Top 50 Superstars of all Time, una classifica delle 50 migliori superstar della WWE stilata dalla WWE stessa, Eddie Guerrero si è classificato ottavo e nella precedente "The 50 greatest stars of WCW history" occupa l’undicesima posizione.

## Primi anni
Nato ad El Paso, i suoi familiari erano originari di Ciudad Juárez; Eddie crebbe in una famiglia di wrestler.
Suo padre, Gory, era stato un wrestler ed allenatore in Messico. Sua madre è Herlina Llanes, sorella dei wrestler professionisti Enrique, Mario e Sergio Llanes. Anche i suoi tre fratelli Héctor, Chavo e Mando, il cugino Javier Llanes e i suoi nipoti Chavo jr. ed Hector Mejia furono o sono tuttora dei wrestler.
La primogenita di Eddie, Shaul, continua a portare avanti la tradizione di famiglia, infatti ha lottato in Florida Championship Wrestling e a NXT con il ring name di Raquel Diaz.
Sua moglie Vickie, invece, è una personalità legata al mondo del wrestling lavorando come manager all'interno della WWE tra il 2006 e il 2014 e dal 2019 nella All Elite Wrestling.

## Carriera
Ebbe i primi approcci con il wrestling quando suo padre Gory permise a lui e a Chavo jr. di lottare fra di loro tra un match e l'altro degli show di wrestling che organizzava. Gory diresse federazioni di wrestling per quasi 15 anni nell'El Paso Coliseum.
Si diplomò a El Paso alla Jefferson High School e frequentò la University of New Mexico così come la New Mexico Highlands University dove lottò a livello amatoriale, per poi tornare ad El Paso per allenarsi come wrestler professionista.

### Gli inizi
Il suo debutto sul ring come professionista avvenne nel 1987 nella Empresa Mundial de Lucha Libre.
I successi non tardarono ad arrivare per il giovane Guerrero e ben presto conquistò il suo primo titolo nella World Wrestling Association: il WWA World Trios Championship, insieme ai fratelli Chavo e Mando. Il 28 luglio 1989 i tre persero i titoli. Guerrero conquistò il suo primo titolo nelle competizioni in singolo nel 1992, ossia il WWA World Welterweight Championship. Dopo averlo perso il 29 agosto dello stesso anno Guerrero lasciò la federazione.

### Asistencia Asesoría y Administración e New Japan Pro Wrestling (1992–1994)
Guerrero approdò quindi nell'Asistencia Asesoría y Administración, altra federazione messicana. Seguendo la tradizione Messicana, iniziò a lottare mascherato con il nome di Màscara Màgica. La nuova gimmick non riscosse molto successo e venne ben presto accantonata.
In poco tempo le sue capacità vennero notate anche in Giappone, dove debuttò nell'aprile del 1992 partecipando al torneo della New Japan Pro-Wrestling Top of Super Juniors '92. A partire dal 1993, iniziò a lottare con continuità sia in Messico sia in Giappone. In Messico formò, insieme al leggendario El Hijo del Santo una coppia chiamata "La Pareja Atomica". Con lo stesso nome, negli anni sessanta, avevano lottato insieme Gory Guerrero ed El Santo, rispettivamente il padre di Eddie e di El Hijo del Santo. Nonostante il successo riscosso dai due, Eddie tradì il suo compagno diventando un heel e formando una nuova coppia con "Love Machine" Art Barr, "La Pareja Del Terror". I due, ormai coppia collaudata ed efficace, ebbero un grande impatto sul pubblico diventando uno dei tag team più odiati della storia del wrestling messicano.
Nell'aprile del 1994, Guerrero tornò nuovamente in Giappone per partecipare alla Super J Cup, dove ritornò a lottare indossando una maschera, con il nome di Black Tiger II. Durante il torneo eliminò al primo turno Taka Michinoku ma ai quarti di finale venne eliminato dal futuro vincitore Wild Pegasus. A maggio prese parte ad un altro torneo della New Japan Pro-Wrestling, il Best of the Super Junior '94.
Nel frattempo in Messico entrò a far parte dei Los Gringos Locos, gruppo formato, oltre che da lui, da "Love Machine" Art Barr, Louie Spicolli e Konnan. Il 23 luglio 1994, Guerrero e Barr riuscirono a conquistare gli AAA World Tag Team Titles.
Alla fine del 1994 Guerrero e Barr vennero contattati dalla Extreme Championship Wrestling di Paul Heyman. Ma il 23 novembre 1994, a 28 anni, Art Barr morì: le cause della morte sono ancora oggi incerte, dovute forse all'abuso di alcol e droga oppure ad una malformazione alla colonna vertebrale presente fin dalla nascita. Guerrero, rimasto scioccato dalla precoce morte del compagno, decise che dal quel momento avrebbe usato la mossa finale di Barr in suo onore, la Frog Splash, che diventò negli anni successivi uno dei suoi marchi di fabbrica. Gli AAA World Tag Team Title vennero intanto dichiarati vacanti.

### Extreme Championship Wrestling (1995)
Eddie debuttò nella sua nuova federazione l'8 aprile 1995, sconfiggendo 2 Cold Scorpio durante lo show ECW Three Way Dance 1995, conquistando così il suo primo titolo in ECW, l'ECW Television Championship. Perse il titolo il 21 luglio in favore di Dean Malenko, ma lo riconquistò solo una settimana dopo. Guerrero perse nuovamente il titolo il 25 agosto, venendo sconfitto da 2 Cold Scorpio. Il giorno dopo Guerrero ebbe il suo match di addio nella ECW contro Dean Malenko, anch'egli in procinto di lasciare la federazione. Al termine del match i fan intonarono il coro «Please don't go!» («Per favore, non andate!»).

### World Championship Wrestling (1995-2000)

#### Regni titolati (1995–1997)
Eddie ritornò nella World Championship Wrestling nel finire del 1995, insieme a Dean Malenko e Chris Benoit con cui aveva lavorato in NJPW ed ECW. Iniziò ad affrontare in alcuni dark match Alex Wright. Il suo debutto televisivo avvenne a WCW World War 3 dove partecipa alla 60 Man Three Ring Battle Royal per il vacante WCW World Heavyweight Championship. Guerrero fu uno degli ultimi nove uomini rimasti sul ring, prima di essere eliminato dai Four Horsemen.
Nel 1996 Guerrero ricevette alcune title shot per il WCW United States Heavyweight Championship contro Konnan e Ric Flair, ma non riuscì a conquistare il titolo. Nel mese di aprile Guerrero tornò in Giappone lottando nuovamente sotto il nome di Black Tiger II, pur rimanendo sotto contratto con la WCW. Nel mese di maggio si aggiudicò il Best of the Super Junior '96. A giugno Guerrero combatte in un incontro per il IWGP Junior Heavyweight Championship, ma venne sconfitto dal campione The Great Sasuke. Tornò quindi in WCW nella fine del 1996 iniziando una rivalità con lo Diamond Dallas Page. I due si affrontarono nella finale di un torneo per il vacante WCW United States Heavyweight Championship, dove il wrestler messicano uscì vittorioso conquistando così la cintura.
Nel 1997 difese il titolo con successo contro Scott Norton, X-Pac e Chris Jericho. Il suo regno finì ad Uncensored dove venne sconfitto da Dean Malenko.
Dopo aver perso il titolo, iniziò una faida con Jericho alla ricerca del suo WCW World Cruiserweight Championship. Sfidò Jericho per il titolo a Clash of the Champions XXXV, ma perse. Guerrero chiese un rematch titolato. Nel match iniziale di Fall Brawl 1997 Guerrero sconfisse Jericho vincendo il WCW World Cruiserweight Championship. Iniziò quindi la sua prima rivalità con il connazionale Rey Mysterio, culminata in un match ad Halloween Havoc, dove Guerrero perse il titolo appena conquistato. L'importante rivista Pro Wrestling Illustrated lo indicò come il secondo miglior match dell'anno e Guerrero stesso anni dopo lo definì come il migliore incontro da lui disputato. Il 10 novembre, durante un'edizione di WCW Monday Nitro, riuscì a sconfiggere Mysterio e a riconquistare il titolo, difeso con successo a World War 3 sempre contro Mysterio, che però nel corso della serata eliminò Guerrero dalla 60 Man Three Ring Battle Royal. Guerrero perse il titolo contro Ultimo Dragon il 29 dicembre a Nitro.

#### Latino World Order e i Filthy Animals (1998–2000)
Eddie iniziò una faida con il WCW World Television Champion Booker T e Il 9 marzo 1998 a Nitro il nipote Chavo Guerrero Jr. fu sconfitto in un match da Booker T. Dopo l'incontro Eddie attaccò Chavo con un suplex. Il 12 marzo in un'edizione di WCW Thunder Eddie sconfisse Chavo in un match e lo costrinse a diventare il suo "schiavo". Ad Uncensored 1998 Chavo fu costretto ad accompagnare Eddie nel suo incontro contro Booker T per il titolo. Guerrero, però, perse l'incontro. Eddie e Chavo iniziarono quindi una faida con Último Dragón. Chavo perse contro Dragón a Spring Stampede. A Slamboree 1998, dopo diversi mesi, Guerrero si prese la rivincita su Dragon nonostante un intervento di Chavo. Dopo l'incontro Chavo baciò lo zio ed incominciò a comportarsi, nelle settimane successive da pazzo. Nel frattempo il 22 maggio in coppia con il fratello Héctor conquistò i titoli di coppia della PWF, che vennero dichiarati vacanti il giorno dopo in quanto i due, sotto contratto con la WCW, non avrebbero potuto difenderlo. In WCW iniziò quindi una rivalità con il nipote Chavo, scatenata da Eddie che non lo riteneva degno di appartenere alla famiglia Guerrero. Nel corso del PPV The Great American Bash Chavo sconfisse lo zio contro ogni pronostico. A WCW Bash at the Beach, in un Hair vs. Hair match, in cui lo sconfitto sarebbe stato costretto a tagliarsi i capelli, fu Eddie ad aggiudicarsi la contesa.
Nonostante i suoi successi e la sua popolarità, Guerrero fu uno dei tanti wrestler frustrati per non avere dalla dirigenza occasioni per diventare un main eventer. Per reagire ad una WCW accusata di essere razzista e di non prendere in considerazione i wrestler messicani (kayfabe), Guerrero formò il Latino World Order, che nel giro di poche settimane inglobò quasi tutti i wrestler messicani del roster WCW, come Juventud Guerrera e Psicosis. Mentre molti wrestler si univano al LWO per far aumentare la considerazione dei messicani, Eddie si serviva della stable per i propri scopi personali. Stranamente la principale rivalità che vide protagonista Eddie in qualità di leader della lWo fu contro uno dei wrestler messicani della WCW, ossia Rey Mysterio, che si rifiutava di entrare nel LWO. Guerrero riuscì a sconfiggere Rey costringendolo ad entrare nel gruppo. A novembre partecipò nuovamente alla 60 Man Three Ring Battle Royal di World War 3, ma venne eliminato da Billy Kidman. Guerrero affrontò poi Kidman a Starrcade in un match per il WCW Cruiserweight Championship ma Misterio interferì aiutando Kidman a vincere il match e conservare il titolo. Quello che sembrava il riaccendersi della rivalità Guerrero-Mysterio venne fermato sul nascere da uno sfortunato evento: il 31 dicembre 1998 Eddie fu infatti protagonista di un terribile incidente automobilistico dovuto alla guida in stato di ebbrezza. Sbalzato ad oltre 30 metri dal suo autoveicolo, Guerrero riuscì a sopravvivere, riportando comunque diverse fratture multiple.
Nonostante il parere dei medici per cui Eddie non avrebbe mai potuto lottare nuovamente, nel giugno del 1999 il messicano fece il suo ritorno negli show WCW. Dopo il suo ritorno Eddie fondò la fazione dei Filthy Animals con Rey Mysterio Jr. e Konnan. Il gruppo ebbe una faida molto importante con un'altra stable, la The Revolution, formata da Chris Benoit, Dean Malenko, Shane Douglas e Perry Saturn. A Mayhem gli Animals persero contro la Revolution in un mixed tag team elimination match. A seguito del licenziamento del booker WCW Vince Russo, Guerrero richiese e ottenne lo scioglimento del suo contratto il 19 gennaio 2000. Nello stesso mese firmò per la World Wrestling Federation insieme alle altri colleghi WCW come Benoit, Malenko e Saturn.

### World Wrestling Federation (2000–2001)

#### Radicalz, Latino Heat e European Champion (2000–2001)
In WWF i quattro formarono una stable, chiamata Radicalz, debuttando nella federazione di Stamford a Raw is War il 31 gennaio 2000. La stable si sfaldò però nel giro di poche settimane, anche a causa di un infortunio di Guerrero poco dopo. Infatti, durante il suo primo incontro nella WWF, una Frog Splash eseguita in modo scorretto gli procurò un infortunio ad un gomito, che lo costrinse a fermarsi per alcune settimane.
Nel marzo 2000 Guerrero iniziò a sedurre Chyna, definendola la sua "Mamacita". Chyna inizialmente rifiutò la corte di Eddie per poi cedere dopo WrestleMania 2000, affermando che lei non poteva resistere al suo «calore latino»: è qui che nacque la gimmick del "Latino Heat". Con Chyna dalla sua parte Guerrero riuscì a conquistare il suo primo titolo WWE, ovvero il WWE European Championship sconfiggendo Chris Jericho. Lui e Chyna iniziarono poi una rivalità con Essa Ríos e Lita, che culminò in un match per il titolo europeo fra Guerrero e Rios a Backlash vinto da Eddie. Guerrero conservò il titolo successivamente contro suoi i suoi ex compagni di stable Dean Malenko e Perry Saturn in un Triple Threat Match a Judgment Day, per poi perdere il titolo contro Saturn il 23 luglio 2000.
Nei mesi successivi, iniziarono a nascere crepe nel rapporto fra Guerrero e Chyna. La prima crepa fu il match di qualificazione al torneo King of the Ring fra i due, in cui Guerrero schienò Chyna senza farsi tanti scrupoli. A SummerSlam Chyna divenne la prima e unica divas a conquistare l'Intercontinental Championship. Guerrero ottenne dal Commissioner Mick Foley la possibilità di prendere parte al match tra Kurt Angle e Chyna per il titolo intercontinentale della edizione del 4 settembre di Raw, asserendo di aver paura che Angle potesse infortunare la sua "Mamacita". Dopo che Kurt Angle colpì Chyna con la cintura, Eddie la schienò «accidentalmente» tentando di farla riprendere dal colpo, vincendo così il suo primo titolo intercontinentale. Chyna iniziò a sentirsi in disagio quando Guerrero iniziò a imbrogliare per conservare la sua cintura, mentre Guerrero si arrabbiò quando Chyna posò per Playboy. Quando sembrava certo che Chyna lo avrebbe lasciato, il messicano le chiese di sposarla, e Chyna accettò subito. Ad Unforgiven Chyna, lo aiutò a difendere con successo il titolo contro Rikishi. Il fidanzamento si ruppe però quando Latino Heat fu beccato a fare la doccia con due prostitute di The Godfather.

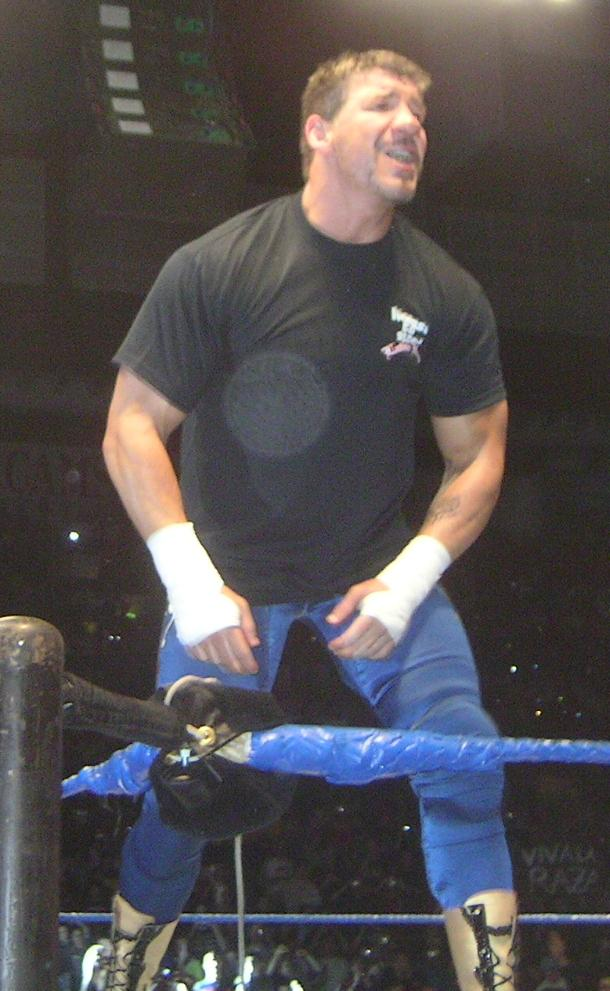
Eddie Guerrero

La fine del 2000 vide la riunione dei Radicalz, che sconfissero alle Survivor Series la rinata D-Generation X. Guerrero fu poi sconfitto da Gunn perdendo il titolo Intercontinentale, con l'aiuto determinante di Chyna. Benoit lasciò poi il gruppo per concentrarsi sulla carriera da singolo mentre il resto dei Radicalz iniziò una faida con Lita e gli Hardy Boyz. Ad Armageddon i Radicalz sconfissero gli Hardyz e Lita in un elimination tag team match.
All'inizio del 2001 Guerrero ebbe una faida con Chris Jericho, Benoit ed X-Pac per conquistare il Titolo Intercontinentale detenuto da Jericho. A No Way Out i quattro si affrontarono in un Fatal Four Way Match, vinto da Y2J. Guerrero decise di cambiare obiettivo, tentando la conquista dell'European Championship, affrontando l'allora campione Test a WrestleMania X-Seven, sconfiggendolo con l'aiuto di Saturn e Malenko. Guerrero lasciò successivamente i Radicalz, alleandosi con gli Hardy Boyz e Lita. Ma il 2001 fu per Guerrero l'anno della lotta contro la droga e l'alcolismo. Nel maggio dello stesso anno la WWE decise di mandarlo in un centro di riabilitazione, ma il 9 novembre 2001 venne licenziato, perché sorpreso alla guida in stato di ebbrezza.

### Circuito indipendente (2001–2002)
Dopo aver superato i problemi con la droga e alcolismo, tornò nel mondo del wrestling nel circuito indipendente. Il 23 febbraio 2002 affrontò il suo connazionale Super Crazy nello show di debutto della Ring of Honor chiamato The Era of Honor Begins, perdendo però l'incontro. Il 24 febbraio debuttò nella federazione australiana World Wrestling All-Stars sconfiggendo il campione Juventud Guerrera e Psicosis in un Triple Threat match conquistando il WWA International Cruiserweight Championship. Il 1º marzo 2002 a Indianapolis, Indiana, conquistò inoltre il IWA Mid-South Heavyweight Championship, sconfiggendo CM Punk e Rey Misterio in un match a tre, per poi perdere il titolo il giorno dopo contro CM Punk a Morris, Illinois.
Dopo un gran numero di match nelle federazioni indipendenti Guerrero fu riassunto dalla WWE nel marzo 2002. Nel mese di aprile rese quindi il titolo dei pesi leggeri WWA vacante. Quando fu riassunto, aveva, però, ancora l'impegno di disputare un ultimo match in ROH e in IWA Mid-South. La WWE gli permise di rispettare gli impegni già fissati: il 19 aprile affrontò in IWA Mid-South CM Punk e Colt Cabana a Dayton (Ohio), mentre appena una settimana dopo, il 27 aprile, Guerrero lottò ad A Night of Appreciation, uno show ROH dedicato a Guerrero stesso.

### Ritorno in WWE (2002–2005)

#### Intercontinental Champion e varie faide (2002–2003)
Al ritorno in WWE, il roster della federazione risultava diviso in due, Raw e SmackDown!. Eddie finì nel roster di Raw, intervenendo nell'edizione del 1º aprile dello show rosso per attaccare Rob Van Dam. Iniziò quindi con RVD una grande faida durata mesi. Alla conquista dell'Intercontinental Championship detenuto da RVD a Backlash, Eddie vinse il match con successo e quindi il titolo. Seguì una difesa del titolo a Judgment Day. Perse poi il titolo contro Van Dam il 27 maggio a Raw in un Ladder Match che entrò nella storia anche per l'intervento di un fan ubriaco che costrinse i due avversari a modificare lo script del match, eseguendo nuove mosse non previste in precedenza.

Dopo una breve rivalità con Steve Austin mai realmente cominciata dopo il ritiro del Texas Rattlesnake, iniziò un'altra breve faida con Ric Flair, da cui fu sconfitto a King of the Ring. Questa faida vide anche il riavvicinamento di Guerrero a Benoit, ritornato a combattere da poco a seguito di un infortunio. Il 22 luglio a Raw Eddie affrontò The Rock, sfidato da Guerrero dopo una rielaborazione da parte di Rocky di La Bamba con le parole modificate per insultare Eddie. Il match, finito con una sconfitta, fu l'ultimo per il messicano nel brand rosso fino al 2004.

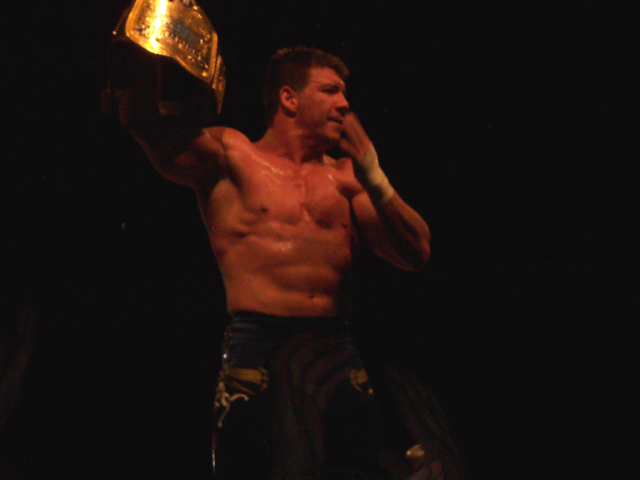
Eddie Guerrero come WWE Tag Team Champion

Infatti il 1º agosto 2002 Guerrero passò a SmackDown!, dove iniziò una faida con Edge, contro cui perse a SummerSlam. Eddie sconfisse poi il canadese ad Unforgiven in una rivincita, ma a porre la parola fine alla rivalità fu un No-DQ match a SmackDown! due settimane dopo Unforgiven. In quell'occasione fu Edge a prevalere, ma l'incontro fu talmente spettacolare e ben interpretato da Guerrero (Eddie eseguì un sunset flip powerbomb dalla cima della scala) che il pubblico lo sostenne ed applaudì nonostante fosse, al momento, un heel. Addirittura a match concluso i fans continuarono ad applaudire Eddie anche dopo la sua sconfitta.
Quando Chris Benoit si alleò con Kurt Angle, Guerrero decise di formare un tag team con suo nipote Chavo, chiamato Los Guerreros. Diversamente da quanto accaduto in WCW, stavolta Chavo era pienamente d'accordo con suo zio e il loro nuovo motto fu "We lie, we cheat, we steal!" ("Mentiamo, inganniamo, rubiamo!"). Il nuovo tag team fece subito presa sul pubblico, grazie alla preservazione della loro etnia ispanica (da cui il motto "Viva la Raza!") e alla continua irriverenza e simpatia dei due.
Il duo incominciò subito con un torneo indetto dall'allora General Manager di SmackDown! Stephanie McMahon, sconfiggendo inizialmente Rikishi e Mark Henry. Il sogno di conquistare le cinture di coppia alla prima grande occasione va in fumo, quando alle semifinali furono battuti dal tag team formato da Angle e Benoit.
L'occasione giusta si presentò nell'edizione del 2002 delle Survivor Series in un triple threat elimination match contro il duo formato nuovamente da Chris Benoit e Kurt Angle e un'altra coppia formata da Edge e Rey Mysterio. Eddie sottomise Mysterio, garantendo ai Los Guerreros la conquista del WWE Tag Team Championship. Il loro regno fu solido, infatti i Los Guerreros rimasero campioni per ben tre mesi, tuttavia il World's Greatest Tag Team, formato da Charlie Haas e Shelton Benjamin, gli strappò i titoli il 6 febbraio 2003 a SmackDown!. I Los Guerreros incominciarono così una faida con i due adepti di Kurt Angle. Eddie e Chavo parteciparono a WrestleMania XIX nell'incontro per i titoli di coppia, insieme al Team Angle e alla coppia formata da Chris Benoit e Rhyno. Il tag team triple threat match fu vinto però da Haas e Benjamin. A Backlash i Los Guerreros persero il rematch contro il Team Angle.

#### Regni titolati (2003–2004)
Il brutto momento per i due non finì qui, perché di lì a poco Chavo rimediò cinque giorni prima di Judgment Day un infortunio che lo costrinse a un forzato stop per circa quattro mesi. Eddie dovette quindi scegliersi un nuovo partner per affrontare il Team Angle tentando di riconquistare le cinture: la scelta cadde sul giapponese Tajiri. A Judgment Day la coppia ispano-nipponica sconfisse i due protetti di Kurt Angle in un Ladder Match divenendo i nuovi campioni. La settimana successiva conservarono le cinture battendo il Team Angle con l'imbroglio. Inoltre sconfissero anche Roddy Piper e il suo pupillo Sean O'Haire al Madison Square Garden. Dopo che Guerrero e Tajiri persero i titoli a favore del Team Angle nell'edizione di SmackDown! del 3 luglio, Eddie ritorna heel attaccando Tajiri sbattendolo contro il parabrezza del suo lowrider.

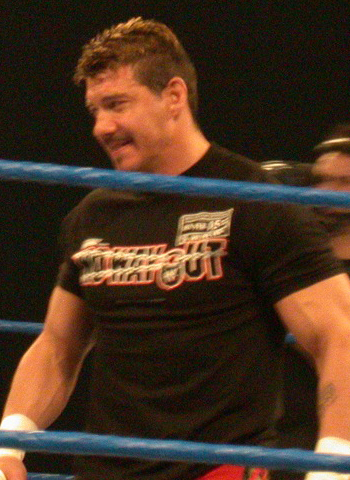
Guerrero nel 2004

Nel luglio 2003, partecipò ad un torneo per lo WWE United States Championship. Riuscì a qualificarsi per la finale, sconfiggendo Último Dragón e Billy Gunn. A Vengeance Guerrero affrontò l'altro finalista e suo ex compagno Chris Benoit. Dopo un match molto combattuto e tecnico con i due lottatori che sembravano alla pari, Eddie riuscì a prevalere imbrogliando: infatti Eddie attaccò Benoit con la cintura durante il match, mentre l'arbitro era stato messo KO, per poi piazzare la cintura su un Benoit incosciente. Approfittando anche di un intervento di Rhyno, ex partner di Benoit, furioso del fallimento del team, Guerrero schienò Benoit dopo una Frog Splash vincendo il titolo. Questo incontro rappresentò un'evoluzione del personaggio del "Latino Heat": al pubblico iniziava a piacere sempre di più il suo stile di lotta basato sul "menti, imbroglia e ruba".
A SummerSlam Guerrero conservò il titolo sconfiggendo Rhyno, Benoit e Tajiri in un Fatal Four Way Match. La popolarità sempre crescente di Guerrero presso il pubblico lo spinse a tornare face, ed in questo periodo iniziò una rivalità con John Cena. Cena sfidò Guerrero per il titolo degli Stati Uniti durante una puntata di Smackdown! ma finì con il farsi squalificare attaccando Eddie con la sua catena sino a farlo sanguinare ed eseguendo una FU su una ruota di una delle sue Lowriders. Così l'11 settembre a SmackDown! Guerrerò sfidò Cena ad un "Latino Heat" Parking Lot Brawl match ancora una volta con in palio il United States Championship dove, dopo un match molto violento, il messicano vinse con una Frog Splash eseguita da una delle auto presenti nel parcheggio, vendicandosi degli affronti subiti per mano di Cena e difendendo il suo titolo. Eddie riuscì a prevalere sul rapper anche grazie all'aiuto del rientrante nipote Chavo. La settimana successiva i Los Guerreros sconfissero il World's Greatest Tag Team vincendo i Tag Team Championship per la seconda volta. Guerrero si ritrovò così a detenere ben due cinture del roster di Smackdown! contemporaneamente.
Guerrero iniziò poi una faida con Big Show: i due si attaccarono a vicenda per settimane, prima e dopo i match. Gli esempi più famosi sono: In una puntata di Smackdown! addirittura Eddie e Chavo, dopo aver portato un camion dei rifiuti a bordo ring, spruzzarono letteralmente del letame addosso il gigante, sommergendolo totalmente. Di tutta risposta, nella puntata successiva, Big Show gettò Guerrero contro il parabrezza della sua Lowrider, ferendolo in diversi punti della schiena. La loro rivalità culminò quindi a No Mercy, dove dopo una strenue resistenza, Guerrero fu costretto ad arrendersi al gigante, durante un incontro valido per il titolo degli Stati Uniti. Quattro giorni dopo i Los Guerreros persero anche le cinture di coppia contro i Basham Brothers: nel giro di poco tempo, dunque, i Los Guerreros rimasero senza alcun titolo e ciò fu il prodromo delle prime incomprensioni tra i due. Tentò con Chavo di riconquistare i titoli di coppia, ma furono di nuovo sconfitti dai fratelli Basham alle Survivor Series. I due Guerrero cercarono più volte di riconquistare i titoli ma senza successo. Infatti Chavo, invidioso della maggior abilità tecnica e del più surclassante successo dello zio, finì col causare più volte la sconfitta del loro team pur di cercare di mettersi in mostra tanto quanto lo zio durante i loro match. Malgrado fosse evidente a tutti che i recenti insuccessi dei Los Guerreros erano causati proprio dalla gelosia di Chavo, quest'ultimo se la prese invece con Eddie per i falliti arrembaggi alle cinture, accusandolo di voler fare sempre tutto da solo pur di prendersi il merito delle vittorie dei loro match. Latino Heat, stupito, inizialmente trascurò gli attacchi d'ira del nipote, ma quando si fecero più insistenti, i Los Guerreros non poterono più andare avanti: a seguito dell'ennesimo scontro con i Basham, Chavo attaccò Eddie. Lo scioglimento del tag team all'inizio del 2004 portò ad una brutale faida tra i due, in cui venne coinvolto anche Chavo Senior, padre di Chavo e fratello di Eddie. Chavo ed Eddie si affrontarono alla Royal Rumble, incontro in cui Eddie riuscì a prevalere piuttosto facilmente sul nipote che attaccò assieme a suo padre Chavo Senior al termine della contesa. L'attacco post match da parte di Eddie ai danni di Chavo fu così violento secondo la storyline, che Chavo perse copiosamente sangue dalla fronte a causa di un bladejob.

#### WWE Champion (2004)

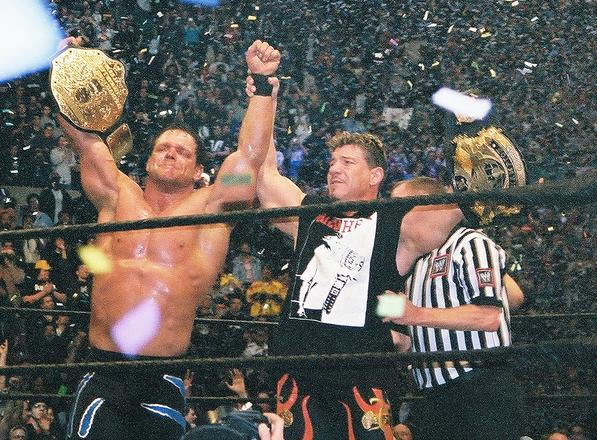
Eddie Guerrero con l'amico Chris Benoit, entrambi campioni del mondo al termine di WrestleMania XX

Quando Chris Benoit passò a Raw dopo aver vinto la Royal Rumble, usando la sua title shot per affrontare il World Heavyweight Champion Triple H, Eddie vinse una speciale Royal Rumble a 15 uomini durante l'edizione di SmackDown! del 29 gennaio, ottenendo un incontro per il WWE Championship. Dopo esser divenuto sfidante al titolo, Guerrero ottenne lo status di main eventer ed iniziò una faida con il WWE Champion Brock Lesnar. A No Way Out Eddie sconfisse Lesnar nel main event (grazie anche all'interferenza di Goldberg), diventando campione del mondo. Infatti, nel finale del match Guerrero riuscì a rovesciare un tentativo di F-5 di Lesnar e ad eseguire su di lui una Tornado DDT, chiudendo poi l'incontro con una Frog Splash. Con la vittoria del titolo Eddie divenne il secondo WWE Champion ispanico della storia dopo Pedro Morales e 6º Grand Slam Champion della storia della WWE. Guerrero festeggiò la vittoria del titolo WWE nel corso della successiva puntata di SmackDown!, dove Eddie dovette difendere il titolo appena conquistato contro il nipote Chavo, in un match che tuttavia terminò in un no contest a causa dell'interferenza dell'arbitro speciale Kurt Angle, che assalì e colpì Eddie con la sua stessa cintura, facendolo addirittura sanguinare, sfidando apertamente il nuovo campione ed iniziando una faida con lui. Guerrero sconfisse Angle a WrestleMania XX conservando il titolo WWE nella sua prima grande difesa. Anche stavolta Eddie vinse con l'imbroglio, sconfiggendo l'avversario con l'astuzia dopo essersi slacciato uno stivaletto poco prima che Angle tentasse di effettuare la sua mossa finale di sottomissione, la Ankle Lock. Con questo trucco Eddie riuscì a sfilarsi la scarpa e a liberarsi dalla mossa per poi sorprendere Angle con un roll up pin, riuscendo a schienarlo anche grazie all'aiuto delle corde alle quali si era aggrappato, mantenendo così il titolo del mondo. Nel finale di WrestleMania, Guerrero andò a congratularsi con l'amico di vecchia data Chris Benoit, il quale aveva appena vinto il World Heavyweight Championship e successivamente i due amici celebrarono le loro vittorie sul ring tra una pioggia di coriandoli e gli applausi del pubblico. Questo momento è da molti considerato un memorabile pezzo di storia del wrestling, in quanto Eddie Guerrero e Chris Benoit erano due atleti che avevano lavorato molto duramente nei loro quasi vent'anni di carriera spesi lottando in molteplici federazioni di wrestling sparse per il mondo, e tutti i loro sforzi e sacrifici erano finalmente stati ripagati con la vittoria dei titoli mondiali, rispettivamente di Smackdown e Raw, della federazione più importante esistente, la WWE. Malgrado la federazione non promuova più in via ufficiale tale momento, a causa delle circostanze che circondano la morte di Chris Benoit, avvenuta tre anni dopo, il finale di WrestleMania 20, con Eddie e Benoit campioni del mondo, continua ad essere ricordato dai fan e anche da molti wrestler come un momento storico, nonché il più emozionante finale di un'edizione di Wrestlemania.
Dopo aver difeso con successo il titolo WWE contro Kurt Angle, Guerrero difese nuovamente la cintura sconfiggendo Rey Mysterio in un match molto combattuto, nella puntata di Smackdown! svoltasi quattro giorni dopo Wrestlemania XX. Eddie comparirà anche nella puntata di Raw che ospitava la primissima Draft Lottery della storia dei roster di Raw e Smackdown!, e nel main event difese nuovamente il titolo WWE questa volta contro Triple H sebbene la difesa avvenga questa volta per squalifica a causa dell'intromissione dell'Evolution proprio quando Guerrero stava per prevalere su HHH e della conseguente rissa tra i lottatori di Raw e Smackdown!. Eddie mise in palio il suo titolo WWE ancora una volta quella stessa settimana anche a Smackdown contro Booker T, mettendo il suo titolo in palio per la quarta volta consecutiva a distanza di pochi giorni, ma proprio quando Eddie dopo una Frog Splash si accingeva a schienare Booker T, nel match si intromise John "Bradshaw" Layfield che attaccò Guerrero, determinando la vittoria per squalifica di quest'ultimo che venne tuttavia successivamente messo KO da una Clothesline from Hell del texano. Iniziò quindi una faida tra i due con Guerrero che in questo periodo dovette non solo subire l'arroganza di Layfield, ma anche la pressione del neo-General Manager di SmackDown! Kurt Angle, il quale nei panni di dirigente, tentò in tutti i modi di ostacolarlo. Angle iniziò infatti a favorire lo sfidante JBL, affaticando invece il campione Eddie Guerrero, mettendolo nel corso delle settimane contro svariati avversari tra cui Big Show, i Dudley Boyz e i Basham Brothers sui quali, Eddie, riuscì tuttavia quasi sempre a prevalere. Da ricordare la grande vittoria che Guerrero ebbe proprio su Big Show, che a causa di tale sconfitta fu costretto al ritiro, per mantenere la parola data prima del match, ovvero che se avesse perso avrebbe lasciato la WWE (kayfabe). 
Successivamente vi fu una storyline secondo cui JBL aveva causato un attacco di cuore alla madre di Eddie Guerrero, spaventandola durante un house show della WWE ad El Paso. Ciò accese ulteriormente la rivalità tra Eddie e JBL.
A Judgment Day Guerrero affrontò JBL con in palio il WWE Championship. Eddie diede sfogo alla sua rabbia verso il rivale dominando l'incontro nelle fasi iniziali. Successivamente le sorti del match vennero ribaltate quando Bradshaw colpì il campione WWE con una violenta chairshot alla testa, approfittando dell'arbitro momentaneamente KO. Il risultato fu che Eddie Guerrero iniziò a sanguinare copiosamente dalla fronte ritrovandosi ben presto ricoperto di sangue a causa di un bladejob mal riuscito. Nonostante ciò, Guerrero si dimostrò un campione estremamente tenace riuscendo a combattere per altri 15 minuti di incontro evitando più volte di venire schienato da JBL nonostante il sangue che fuoriusciva a fiotti dalla sua ferita. Non riuscendo a schienare Eddie in nessun modo, JBL provò quindi a distrarre l'arbitro con una sedia per poi provare a colpire ancora una volta illegalmente il campione del mondo utilizzando la sua cintura WWE. Tuttavia alla fine fu proprio Eddie ad utilizzare il medesimo titolo per colpire Bradshaw, venendo tuttavia visto dall'arbitro e squalificato. L'incontro vide quindi JBL vincere per squalifica, il che non gli permise tuttavia di aggiudicarsi il titolo WWE di Guerrero. Inoltre il termine del match non mise fine alle ostilità tra i due lottatori, infatti Guerrero si vendicò delle scorrettezze del rivale colpendolo svariate volte prima con la cintura e poi con una sedia dopo la fine dell'incontro. A causa di tali attacchi, anche JBL venne ben presto ridotto ad una maschera di sangue, ed infine messo definitivamente fuori combattimento da una Frog Splash di Guerrero. Latino Heat rincorse Bradshaw anche sulla rampa di ingresso al ring, mentre veniva scortato nel backstage dagli arbitri e da altri dirigenti della WWE, che accorsero per impedire a Eddie di continuare ad infierire sul rivale. Guerrero tornò poi sul ring per accogliere le ovazioni del pubblico dopo aver costretto il rivale alla fuga e aver difeso il titolo WWE, seppur per squalifica. 
I due bladejob eseguiti da Guerrero e Layfield, in particolare quello dell'allora campione WWE, hanno reso questo incontro uno dei più cruenti di sempre nella storia della federazione e sono valsi a Judgement Day 2004 la classificazione di TV MA (ovvero sconsigliato ai minori di 18 anni) sul network ufficiale della WWE. Inoltre, la settimana seguente i commentatori di Smackdown affermarono che subito dopo il Pay-Per-View Eddie Guerrero perse i sensi a causa dell'eccessivo quantitativo di sangue perso durante il match e fu portato di urgenza in un ospedale locale per una trasfusione. 
Pochi giorni dopo Judgement Day, Guerrero disputò un match insieme a Rey Mysterio e Rob Van Dam contro JBL ed i Dudley Boyz. In base alla kayfabe, il match doveva terminare con la vittoria dei primi, ma durante l'incontro, dopo aver eseguito i three amigos su D-Von Dudley, Guerrero accusò un improvviso malore e s'accasciò al tappeto; i colleghi avversari s'accorsero subito dell'imprevisto ed in particolar modo JBL, il quale, capendo che Guerrero aveva bisogno d'immediate cure mediche, si vide costretto a schienare il messicano, tanto che anche l'arbitro Brian Hebner fece un conteggio più rapido del solito. In seguito, fu accertato che il malore di Guerrero fu riconducibile ad un improvviso calo di pressione dovuto all'eccessiva perdita di sangue verificatasi nel precedente match di Judgment Day. La WWE, tra la preoccupazione e la perplessità dei fan, ufficializzò l'accaduto come un escamotage per promuovere il cruento bladejob di Guerrero avvenuto a Judgment Day pochi giorni prima. Eddie continuò a sconfiggere diversi rivali nelle settimane seguenti, mentre la rivalità con Bradshaw imperversava in vista di The Great American Bash dove JBL avrebbe avuto un rematch titolato. Il generale manager Kurt Angle permise a JBL anche di scegliere la tipologia di match. 
Fu così che a The Great American Bash Eddie Guerrero mise in palio il suo titolo WWE ancora una volta contro Bradshaw in un Texas Bullrope Match, ovvero un incontro dove i due lottatori rivali vengono legati insieme per i polsi da una lunga corda e dove il primo lottatore che riesce a toccare tutti e quattro gli angoli ottiene la vittoria. Benché la mole maggiore di JBL sembrava favorire proprio quest'ultimo in questa tipologia di match, Eddie riuscì a dominare la maggior parte dell'incontro facendo ancora una volta sanguinare JBL dalla fronte, come a Judgement Day. Alla fine, Eddie sembrò trionfare e difendere il suo titolo dal momento che l'arbitro lo aveva già nominato vincitore, tuttavia Kurt Angle, in qualità di General Manager ribaltò la decisione arbitrale facendo notare che per un caso fortuito JBL aveva toccato il quarto angolo con la spalla prima di Guerrero, e secondo la stipulazione particolare del Texas Bullrope Match la vittoria spettava dunque a Bradshaw che venne così nominato nuovo campione WWE.. 
Nell'edizione di SmackDown! dell'8 luglio Guerrero si sostituì a Shannon Moore, che stava lottando contro JBL travestito da El Gran Luchadore, attaccando JBL. La settimana successiva a SmackDown! affrontò ancora JBL in uno Steel Cage Match per il WWE Championship (in cui eseguirà una Frog Splash dalla cima della gabbia), ma un improvviso intervento di El Gran Luchadore ai danni di Guerrero vanificò il tutto favorendo l'evasione di JBL dalla gabbia e quindi la sua conseguente vittoria. El Gran Luchadore si rivelò essere Kurt Angle: la rivalità fra l'eroe olimpico e Guerrero si riaccese.
A SummerSlam Guerrero perse per sottomissione contro Kurt Angle, esonerato ormai dall'incarico di General Manager e tornato a lottare. La faida con Angle continuò con interventi degli alleati dei due. Eddie affrontò ancora Angle in un 2 out of 3 falls match a Smackdown. In questo match Guerrero perse per 2-1, sebbene Angle si fosse aggiudicato entrambi i punti in maniera alquanto scorretta dal momento che il primo punto riuscì a guadagnarlo solo per squalifica, dopo aver ripetutamente provocato Guerrero con attacchi illegali inducendo Latino Heat a vendicarsi con un lowblow (il che indusse l'arbitro a squalificarlo), mentre il secondo punto Angle riuscì a conquistarlo grazie all'interferenza della sua guardia del corpo Luther Reigns che attaccò Eddie a sorpresa mentre l'arbitro era distratto. Per determinare una volta per tutte chi tra i due fosse il wrestler migliore, Eddie Guerrero e Kurt Angle si affrontarono in un Lumberjack match nella successiva puntata di SmackDown!, con a bordo ring da una parte gli alleati di Angle e dall'altra quelli di Guerrero proprio per fare in modo che nessuno dei due venisse aiutato dagli alleati dell'altro. Tuttavia Luther Reigns intervenne ancora proprio mentre Guerrero aveva bloccato Kurt Angle nella sua stessa mossa finale, la Ankle Lock, ciò portò ad una rissa generale fra tutti i wrestler presenti nei pressi del ring determinando la fine del match per No Contest. Guerrero si alleò quindi con Big Show (da poco tornato a Smackdown) convincendolo a schierarsi contro Kurt Angle nonché ad affrontarlo in quel di No Mercy, attirando l'attenzione delle due bodyguard di Angle, ossia Luther Reigns e Mark Jindrak.
Successivamente Guerrero sconfisse Reigns in un single match a No Mercy mentre Big Show sconfisse Kurt Angle nel medesimo PPV. Per mettere la parola fine alla rivalità tra Latino Heat e l'eroe Olimpico, il nuovo General Manager di SmackDown! Theodore Long ufficializzò un classico Survivor Series Rules Match fra un team capitanato da Guerrero ed uno capitanato da Angle. Il Team Guerrero era formato dallo stesso Eddie, Big Show, Rob Van Dam e John Cena (che sostituì Rey Mysterio); il Team Angle invece da Kurt Angle, Luther Reigns, Mark Jindrak e Carlito. Il Team Guerrero si aggiudicò la contesa, dopo aver dominato il match.
Conclusa la faida con Angle, Guerrero tornò all'assalto del WWE Championship, detenuto ancora da JBL. Tuttavia altri due pretendenti reclamavano il diritto di battersi con Bradshaw per il titolo, ovvero Booker T e The Undertaker, i quali come Eddie, avevano ancora dei conti in sospeso con JBL. Fu così che ad Armageddon venne sancito un Fatal 4 Way Match tra i quattro avversari, valido per il titolo WWE. Dopo una spettacolare prestazione, Guerrero sembrò ad un passo dalla vittoria dopo aver eseguito ben tre Frog Splash, di cui l'ultima dalla cima di una scala, a danno di Undertaker, se non fosse che JBL riuscì ad interrompere lo schienamento che Eddie stava effettuando ai danni di Taker, strattonando l'arbitro fuori dal ring. Più avanti nel match, il titolo WWE venne difeso ancora una volta proprio da JBL che approfittando della rottura della temporanea alleanza fra Guerrero e Booker T, schienò quest'ultimo dopo una Clothesline from Hell. Durante le settimane seguenti, Eddie e Booker decisero di mantenere la loro alleanza per competere nella divisione a coppie di SmackDown, tentando di vincere le cinture di coppia, sconfiggendo diversi Tag Team del roster blu. Tuttavia la loro ascesa venne repentinamente fermata dal duo composto da Rey Mysterio e Rob Van Dam che riuscì a sconfiggerli in più di un'occasione per poi aggiudicarsi le cinture di coppia.

#### Storyline con Rey Mysterio e ultimi match (2005)
Alla Royal Rumble del 2005 Guerrero partecipò alla "rissa reale" entrando per primo e resistendo per quasi mezz'ora sul ring, tuttavia Edge riuscì ad eliminarlo. A No Way Out, venne scelto come nuovo partner di Rey Mysterio per sostituire l'infortunato Rob Van Dam. In coppia col suo amico e rivale Rey Mysterio, Eddie sconfisse i Basham Brothers per vincere quella che sarebbe stata la sua ultima cintura, il titolo di coppia, che vinse per la quarta volta in carriera. Contro ogni previsione, Eddie e Rey non difesero le loro cinture a WrestleMania 21, poiché Guerrero, dopo esser stato incitato dal nipote, Chavo, sfidò Rey ad un single match amichevole. A WrestleMania 21 Mysterio riuscì a prevalere su Guerrero, e sebbene Eddie strinse la mano al suo partner alla fine dell'incontro, apparve visibilmente frustrato dalla sconfitta. Infatti nelle loro ultime sfide, Mysterio era riuscito in un modo o nell'altro sempre a prevalere su Guerrero sia in match di coppia che da solista, il che stava diventando sempre più difficile da digerire per Latino Heat. Dopo una serie di incomprensioni sorte nelle settimane dopo WrestleMania, la già crescente tensione fra i due raggiunse il culmine quando persero i titoli il 21 aprile a SmackDown contro gli MNM. Nelle settimane seguenti Eddie non solo non intervenne durante un attacco degli MNM a danno di Rey Mysterio ma arrivò persino ad abbandonare un incontro di coppia lasciando il suo partner in balia di Nitro e Mercury durante un match di rivincita dove i due avrebbero potuto riaggiudicarsi i titoli di coppia. Guerrero, infatti, dopo aver mostrato sempre più il suo risentimento verso Mysterio aveva deciso di rinunciare definitivamente alla possibilità di riconquistare le cinture di coppia assieme a lui. La settimana successiva, a Smackdown, dopo un match tra Chavo Guerrero e Rey Mysterio, quest'ultimo venne attaccato nuovamente dagli MNM. Eddie Guerrero sembrò accorrere per salvare il suo vecchio amico e fare ammenda con lui, ma invece, inaspettatamente, lo colpì a tradimento in maniera molto violenta. Eddie continuò ad infierire sul suo ex partner con ripetuti attacchi sino a farlo sanguinare dopo avergli divelto la maschera, ed infine Guerrero mise definitivamente KO Mysterio con una brainbuster sui gradoni d'acciaio di bordo ring. Le incomprensioni sorte nelle ultime settimane tra i due lottatori e la frustrazione per le ripetute sconfitte subite per mano di Mysterio negli ultimi tempi, avevano fatto "esplodere" la rabbia di Guerrero che massacrò senza alcuna pietà il suo ex amico effettuando così un turn heel.

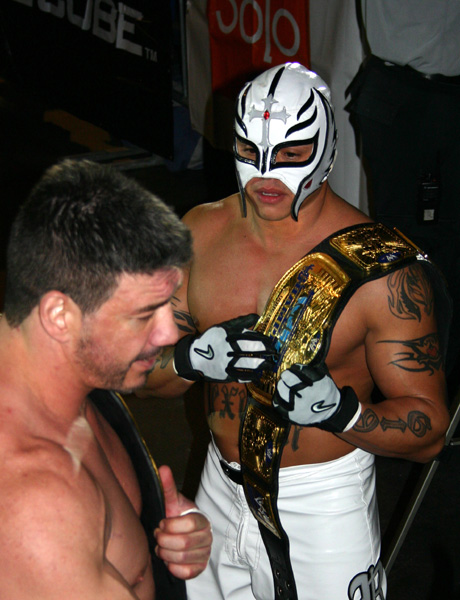
Guerrero e Mysterio con il WWE Tag Team Championship

Fu quindi l'inizio dell'ultima faida di Guerrero, che adottò una nuova gimmick da heel sociopatico. Cambiò la sua musica d'entrata dandogli un tono più dark ed intimidatorio, e fece lo stesso con il suo video di presentazione. Smise inoltre di guidare i lowrider durante il suo ingresso e ricominciò ad usare la Lasso from El Paso come finisher che sfruttò per sconfiggere per sottomissione diversi avversari e continuare ad infierire su di loro anche dopo i suoi match, a Smackdown!.
A Judgment Day Guerrero e Mysterio si affrontarono nuovamente. Il match fu piuttosto a senso unico dato che Guerrero dominò quasi la totalità dell'incontro, approfittando del fatto che Mysterio (secondo la storyline) era rimasto infortunato dall'attacco subito qualche settimana prima a SmackDown! proprio per mano dello stesso Eddie. Ciò nonostante, anche in questa occasione Guerrero perse, anche se solo per squalifica, avendo colpito l'avversario di proposito con una sedia per poi continuare ad infierire su di lui anche dopo il match, sfruttando il medesimo oggetto contundente. Mysterio riuscì tuttavia a vendicarsi sconfiggendo ancora Guerrero, schienandolo in un altro single match, questa volta durante un episodio di Smackdown, il 23 giugno. A seguito di questa ennesima sconfitta patita contro Mysterio, nella storyline Eddie, oltre alla frustrazione, iniziò a mostrare cenni di cedimento mentale e di follia. Il 30 giugno a SmackDown, Guerrero iniziò quindi a minacciare Mysterio di rivelare a tutti un terribile segreto riguardante suo figlio Dominick. Guerrero, continuando a ricattare Mysterio, lo costrinse a fare nuovamente squadra con lui per riconquistare i titoli di coppia contro gli MNM. Durante il match Guerrero avrebbe potuto chiudere l'incontro dopo pochi minuti con una Frog Splash ai danni di Mercury, tuttavia si rifiutò di schienare l'avversario lasciando ancora una volta Mysterio a combattere da solo contro i campioni di coppia. Eddie dimostrò quindi che il suo vero intento non era vincere i titoli, ma fiaccare la resistenza di Mysterio per indebolirlo in vista del loro match a The Great American Bash. Nonostante ciò Rey stava riuscendo a vincere i titoli di coppia anche da solo schienando Nitro, ma Eddie glielo impedì tornando sul ring e attaccandolo, provocandone così la sconfitta.
A The Great American Bash, Mysterio sconfisse nuovamente Eddie approfittando dell'arroganza di quest'ultimo, che credeva ormai di aver chiuso l'incontro dopo una Frog Splash. Mysterio riuscì infatti a ribaltare il tentativo di schienamento di Latino Heat, schienandolo a sua volta e sconfiggendolo. In virtù della sua vittoria, Mysterio costrinse Guerrero a non dire il segreto. Ma il patto non venne rispettato, infatti Eddie nel seguente episodio di SmackDown! affermò che Dominick fosse in realtà suo figlio, avuto da una prostituta durante un periodo di crisi del suo matrimonio. Dominick sarebbe poi stato adottato da Mysterio e sua moglie, che avevano, problemi nel concepimento. La gimmick di Guerrero si colorò quindi di uno humour nero. Eddie reclamò la custodia di Dominick, affermando di voler crescere suo figlio come un Guerrero, sebbene fosse chiaro a tutti che Eddie stesse cercando in realtà di distruggere Mysterio psicologicamente per ottenere l'ormai tanto ambita vittoria sul suo ex amico che da mesi, in un modo o nell'altro, riusciva ad avere la meglio su di lui. A SummerSlam Guerrero sembrò vicinissimo al riuscire a sconfiggere Mysterio in Ladder match con in palio la custodia di Dominick. Tuttavia la stessa moglie di Eddie, Vickie Guerrero, che ben conosceva i veri fini del marito, intervenne facendolo cadere dalla scala e poi trattenendolo per permettere a Mysterio di aggiudicarsi la contesa e ottenere la custodia di Dominick. Ancora ossessionato da Mysterio, Guerrero decise di sfidarlo ad un ultimo match che avrebbe concluso una volta e per tutte la loro faida: uno Steel Cage match che si disputò a SmackDown. In questo incontro, Eddie riuscì finalmente a tornare a prevalere sul rivale, sconfiggendo Mysterio a seguito di una Frog Splash e mettendo la parola fine alla loro rivalità.
Ottenuta la tanto ambita vittoria su Mysterio, Guerrero usò il suo carisma per farsi nominare primo sfidante al World Heavyweight Championship. Guerrero entrò dunque in competizione con l'allora campione Batista per il pay per view No Mercy. Nonostante ciò, Eddie si proclamò subito amico di Batista,  affermando che dopo essere riuscito a sconfiggere Mysterio, si sentiva adesso un uomo diverso pronto a dimostrare a tutti di essere cambiato. Batista accettò l'amicizia del messicano seppur non abbassando del tutto la guardia nel confronti di Guerrero. Una serie di scontri con gli MNM rafforzarono la convinzione che Eddie avesse conservato il suo vecchio stile di lotta, basato sul "Menti, Imbroglia e Ruba" e che stesse quindi facendo il doppio gioco con Batista. In risposta a questi sospetti, Guerrero aiutò il World Heavyweight Champion a vincere un match di coppia, in cui Guerrero e Batista erano in due team diversi. Dopo un match molto combattuto Batista sconfisse Guerrero a No Mercy conservando il titolo dei pesi massimi. Il match di No Mercy si svolse in una strana atmosfera, con Guerrero indeciso sull'uso di una sedia d'acciaio per ottenere la vittoria, per poi decidere alla fine di non usarla, anche se ciò portò alla sua sconfitta. Guerrero rivelò poi a Batista che aveva compreso quanto in basso era finita la sua carriera dalla perdita del WWE Championship nel 2004, fino alla rivalità con il suo miglior amico Rey Mysterio. La stretta di mano fra i due, segnò il ritorno di Eddie fra i face.
Nelle puntate successive di SmackDown!, Guerrero tornò a godere dell'appoggio del pubblico che dopo mesi controversi poté nuovamente celebrare il suo vecchio beniamino, tornato ad entrare in scena sulle note di Viva la Raza! e presentandosi sugli stage con le sue lowrider. Guerrero lottò quello che sarebbe stato il suo ultimo incontro durante l'edizione di SmackDown! dell'11 novembre, sconfiggendo Mr. Kennedy per squalifica (usando il suo famoso trucco del Fake chairshot cioè fingersi svenuto e mettere la sedia in mano all'avversario dopo aver colpito il ring provocando il suono del "chairshot" senza farsi vedere dall'arbitro: quando quest'ultimo si fosse girato avrebbe frainteso la situazione incolpando l'avversario) per ottenere un posto nel team SmackDown nel main event delle Survivor Series. Guerrero non riuscì né a disputare la sfida fra i due roster, né a sfruttare l'ultima title-shot per il titolo mondiale, questa volta un Triple Threat match tra Guerrero, Batista e Randy Orton sancito per lo SmackDown! successivo, a causa della sua morte. Orton sostituì poi Guerrero nel team. A detta di Stephanie McMahon, durante la puntata di Raw di tributo ad Eddie Guerrero, era previsto a breve, almeno un altro regno da campione mondiale per lui.

### Morte
La mattina del 13 novembre 2005 gli atleti di entrambi i roster si trovavano nel "Marriott Minneapolis City Center", hotel di Minneapolis, città nella quale avrebbero dovuto svolgersi alcuni show della federazione. Eddie però non rispose alla telefonata per il risveglio mattutino e la security si trovò costretta ad aprire la sua stanza. Chavo Guerrero Jr. fu il primo ad entrare e trovò suo zio in bagno privo di conoscenza. Chavo chiamò immediatamente il 911 ma i medici, dopo aver tentato di fargli riprendere conoscenza, ne dichiararono il decesso.
Qualche ora dopo, WWE.com pubblicò il seguente annuncio:
(L'annuncio della morte di Eddie Guerrero su WWE.com)
Lo stesso giorno, la WWE tenne una conferenza stampa con un discorso di Chavo, che parlò della sobrietà di suo zio durata quasi quattro anni. Inoltre, difese categoricamente suo zio, dicendo che era stato sconfitto dai suoi «demoni personali». Il proprietario della WWE Vince McMahon rifiutò di speculare sulle cause della morte di Eddie, e disse che Eddie avrebbe voluto che «lo show continuasse».
L'autopsia rivelò che il decesso fu dovuto ad un attacco cardiaco. Nel sangue di Eddie fu trovata solo un'aspirina. La moglie Vickie affermò in seguito che Eddie era stato male nella settimana precedente la sua morte. Nell'edizione del 30 novembre di WWE Byte This Chavo disse che Eddie era in piena forma fisica, come risultato di esercizi fisici quotidiani.
I funerali si tennero il seguente 17 novembre a Phoenix, Arizona. Al funerale parteciparono molti wrestler o comunque personaggi del wrestling, come "Superstar" Billy Graham, Tom Prichard, Chris Benoit, Dean Malenko, Chris Jericho, John "Bradshaw" Layfield (del quale Eddie fu testimone di nozze), Rey Mysterio, Charlie Haas, Jackie Gayda, Sting, Konnan e Vince McMahon. La salma fu sepolta presso il Green Acres Memorial Park nella città di Scottsdale, in Arizona.
Come diretta conseguenza della sua morte, Vince McMahon annunciò la nascita di test antidroga per i wrestler della WWE, che iniziarono nel marzo 2006.
La notizia ebbe un notevole risalto anche in Italia, dove la morte di Eddie Guerrero diventò argomento di discussione nei principali telegiornali e quotidiani sportivi italiani, quasi esclusivamente in termini denigratori; più di una testata giornalistica infatti asserì senza alcuna prova (l'autopsia non era ancora stata effettuata) che il lottatore fosse deceduto in seguito ad un "cocktail" di alcol e droga. Questo episodio di sciacallaggio produsse una svolta nell'opinione pubblica del wrestling nel paese, che iniziò a riservare sempre meno attenzione alla disciplina americana, fino alla definitiva interruzione della trasmissione SmackDown! da parte di Mediaset nel giugno 2007, in concomitanza con il controverso decesso di Chris Benoit. Il wrestling è tornato ad essere trasmesso su una rete Mediaset solo quattro anni dopo, nel 2011, quando Raw è comparso nel palinsesto del canale Italia 2, ma che comunque fu interrotto nemmeno due anni dopo, nel settembre 2013.
Guerrero fu introdotto nella WWE Hall of Fame il 1º aprile 2006, la notte prima di WrestleMania 22 a Chicago, Illinois da Chavo Guerrero, Chris Benoit e Rey Mysterio.
La città di El Paso consegnò alla sua famiglia il premio postumo "Star of the Mountain" per il suo operato.

### Show di tributo
Nel giorno della sua morte, avrebbe dovuto affrontare Batista e Randy Orton in un triple threat Match per il World Heavyweight Championship durante la puntata di SmackDown!. A seguito della sua morte quella sera furono registrate due puntate di Raw e di SmackDown! in tributo a Eddie Guerrero. Nessuno dei dipendenti della WWE fu costretto a parteciparvi, anche se molti vi parteciparono in ricordo del messicano, compreso suo nipote Chavo. Raw iniziò con tutti i wrestler in fila, con Vince McMahon che tenne un discorso in onore di Latino Heat. Fu quindi trasmesso un video a lui dedicato con la canzone Hurt cantata da Johnny Cash. Un video simile fu trasmesso durante SmackDown!, con la canzone Here Without You dei 3 Doors Down. Gli show di tributo, furono molto simili allo speciale RAW is Owen, dedicato ad Owen Hart, e lo speciale di SmackDown! a Houston, due giorni dopo gli attentati dell'11 settembre 2001.
Anche la Total Nonstop Action dedicò un suo evento in pay per view al wrestler messicano, lo show Genesis, trasmesso il giorno stesso della sua morte. Stesso dicasi per la Ring of Honor col suo Night of Tribute.

## Vita privata
Guerrero era sposato con Vickie Guerrero, che dopo la morte del marito fu messa sotto contratto dalla WWE. I due si sposarono il 24 aprile 1990 ed ebbero due figlie: Shaul Marie (1990) e Sherilyn Amber (1995). Nel 2002, durante un periodo di separazione con la moglie, Eddie ebbe una bambina da Tara Mahoney chiamata Kaylie Marie, nello stesso anno, Eddie si riconciliò con Vickie e i due tornarono a stare insieme.
Shaul Marie firmò nella fine del 2010 un contratto di sviluppo con la WWE, esordendo nella Florida Championship Wrestling nel dicembre 2010 e debuttando sul ring in FCW l'11 febbraio 2011 come "Raquel Diaz".
Nel 2002, divenne un cristiano rinato.
Aveva un solido rapporto di amicizia con Chris Benoit, Dean Malenko, Chris Jericho, Rey Mysterio, Kurt Angle, JBL, Edge, Christian, Batista e Scotty 2 Hotty.

### Sospetti di doping
Nell'agosto 2004 Eddie Guerrero fu inserito in un elenco di lottatori che negli ultimi anni sono stati clienti della "Signature Pharmacy", società sotto inchiesta per aver venduto senza regolare ricetta medicinali e sostanze dopanti. Diversi wrestler furono quindi sospesi, mentre per altri non fu preso alcun provvedimento. Il nome di Guerrero era già circolato nel marzo del 2007 quando sul sito internet della rivista Sports Illustrated fu pubblicato un articolo riguardante uno scandalo sul doping esploso nel mondo dello sport statunitense. Guerrero fu sospettato di aver acquistato gonadotropina corionica e lo steroide stanozololo nei primi mesi del 2005, ma dall'autopsia, non risultò alcuna traccia di sostanze illecite nel suo corpo.
Oltre al suo, nella lista sono presenti i nomi di altri due wrestler defunti successivamente, ovvero Chris Benoit e Brian Adams.

## Altri media
Il 13 marzo 2004 (prima di WrestleMania XX), Guerrero, insieme a Big Show, Trish Stratus e Chris Jericho, fecero un'apparizione a MADtv dove "assalirono" Jay Leno (Frank Caliendo) mentre il leader della Tonight Show Band Kevin Eubanks (Aries Spears) assisteva alla scena.
Sono stati pubblicati diversi DVD e libri riguardo alla sua vita e carriera, fra cui il DVD Cheating Death, Stealing Life: The Eddie Guerrero Story del 2004, il libro del 2005 Cheating Death, Stealing Life: The Eddie Guerrero Story, e Viva La Raza: The Legacy of Eddie Guerrero, un ulteriore DVD pubblicato nel 2008. Inoltre nell'album WWE Originals è presente la canzone We Lie, We Cheat, We Steal cantata insieme a Chavo; la canzone diede il nome a una delle sue due catchphrase.
Guerrero è apparso in diversi videogiochi quali Survivor Series, WWF No Mercy e WWE SmackDown! Here Comes the Pain. È inoltre apparso anche nei videogiochi WWE SmackDown! vs. Raw, WWE SmackDown! vs. Raw 2006 e WWE SmackDown vs. Raw 2007 (in quest'ultimo appare tra le leggende), WWE SmackDown vs. Raw 2008 (solo nella versione per PSP). Continua ancora ad apparire in diversi giochi della WWE come leggenda, fra cui WWE All Stars, WWE '12, WWE '13 , WWE 2K14, WWE 2K17, WWE 2K18 e WWE 2K19.

## Personaggio
Guerrero era noto e amato per il suo personaggio, che prendeva spunto dalla sua esuberante personalità nella vita reale. Nel periodo in WWE, la sua gimmick era quella del guascone disposto a tutto pur di vincere, all'insegna del motto "I lie, I cheat, I steal!" ("Mento, inganno, rubo!"): questa connotazione avrebbe dovuto collocarlo tra gli heel ma il suo carisma, la sua personalità e la sua irriverenza unite alle sue doti tecnico-atletiche lo resero uno dei wrestler più amati di sempre. A questo aspetto divertente si affiancavano anche momenti più passionali e forti, in cui Guerrero mostrava la sua forza d'animo, l'amore verso la sua famiglia e la sua fede.
Guerrero diede inizio ad un vero e proprio nuovo modo di intrattenere il pubblico durante i match, questi sono alcuni dei suoi imbrogli più caratteristici ed apprezzati.
- Fake chairshot - Se durante il match accadeva qualcosa che tramortiva o distraeva momentaneamente l'arbitro, spesso Guerrero, senza essere visto da quest'ultimo, prendeva una sedia con l'intento di colpire l'avversario per agevolarsi la strada verso la vittoria ma al tempo stesso teneva sempre d'occhio l'arbitro poiché se si fosse accorto della sua scorrettezza lo avrebbe squalificato. Quando l'arbitro stava per riprendersi, Guerrero colpiva il ring con la sedia provocando un suono sordo, lanciava la sedia in mano all'avversario e cascava a peso morto: appena l'arbitro si fosse voltato avrebbe visto Guerrero svenuto e l'avversario perplesso con la sedia in mano, di conseguenza avrebbe frainteso la situazione incolpando l'avversario e decretando la fine del match per squalifica con la vittoria di Guerrero. Con questo "trucco" vinse il suo ultimo match contro Mr. Kennedy.
- Confusing chairshot - Versione alternativa del Fake chairshot: anziché fingere di essere stato colpito, Guerrero colpiva l'avversario e, appena prima che l'arbitro si voltasse, buttava la sedia fuori dal ring (qualche volta la appoggiava vicino a loro stessi) e si sdraiava a terra di fianco all'avversario fingendosi svenuto. L'arbitro, alla vista dei due wrestler al tappeto, non poteva stabilire cosa fosse successo, quindi, confuso, lasciava proseguire il match che puntualmente vedeva Guerrero "riprendersi" quasi subito e schienare l'avversario vincendo l'incontro.
- Irregular rope pin - Quando affrontava un match difficile, Guerrero spesso risolveva la contesa in suo favore innervosendo l'avversario, il quale, spinto dalla frustrazione e dalla rabbia, si gettava su di lui per aggredirlo ma Guerrero lo anticipava eseguendo una variante del roll up pin nelle vicinanze delle corde su cui si faceva leva irregolarmente (senza essere visto dall'arbitro) per intrappolare l'avversario nello schienamento vincente. Celebre fu la vittoria contro Kurt Angle a WrestleMania XX utilizzando proprio questo espediente.

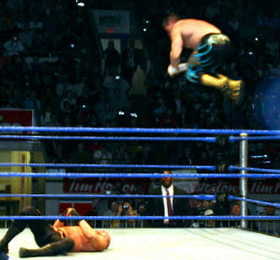
Guerrero esegue una Frog splash su uno dei Basham Brothers

### Mosse finali
- Come Black Tiger II
  - Black Tiger Bomb (Sitout crucifix powerbomb)[1]
- Come Eddie Guerrero
  - Frog splash[5] / Jackknife Splash[4] (WCW)
  - Lasso From El Paso (Cloverleaf con un ginocchio sulla schiena dell'avversario o un'inverted figure-four ankle lock)[5]

### Soprannomi
- "Latino Heat"

### Manager
- Art Flores
- Chyna
- Tonya Harding

## Titoli e riconoscimenti

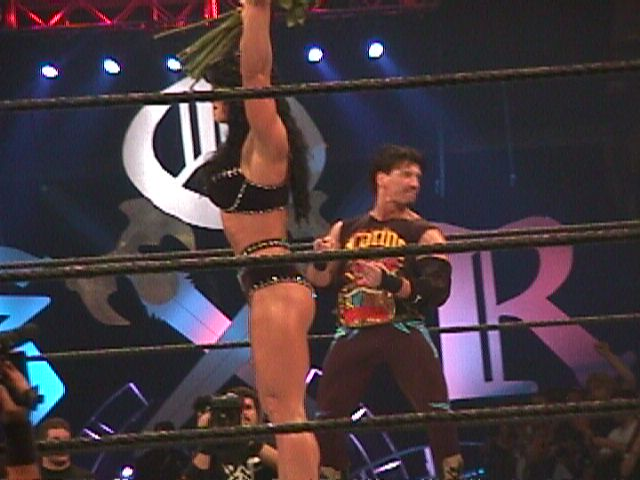
Guerrero, assieme a Chyna, con il WWF European Championship, titolo che ha detenuto due volte

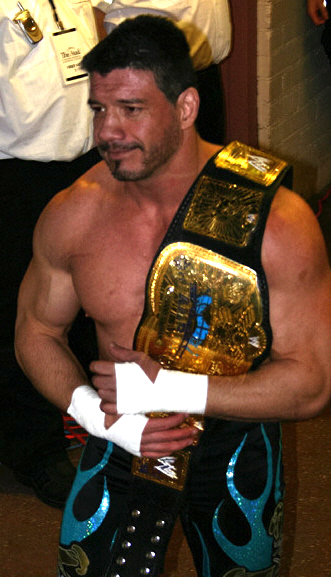
Guerrero con il WWE Tag Team Championship, titolo che ha vinto quattro volte: due con Chavo Guerrero, una con Rey Mysterio e una con Tajiri

- Asistencia Asesoria y Administracion
  - AAA/IWC World Tag Team Championship (1) – con Art Barr
  - AAA Hall of Fame (2008)
- Cauliflower Alley Club
  - Men's Wrestling Award (2008) - come membro dei Wrestling Guerreros
- Extreme Championship Wrestling
  - ECW World Television Championship (2)[5]
- Hardcore Hall of Fame
  - Classe del 2015
- Independent Wrestling Association: Mid-South
  - IWA Mid-South Heavyweight Championship (1)[46]
- Latin American Wrestling Association
  - LAWA Heavyweight Championship (1)
- New Japan Pro-Wrestling
  - Best of the Super Juniors (1996)
  - NJPW Junior Heavyweight Super Grade Tag League Championship – con The Great Sasuke
- Pro Wrestling Federation
  - PWF World Tag Team Championship (1) – con Héctor Guerrero
- Pro Wrestling Illustrated
  - Comeback of the Year (1999)[7]
  - Most Inspirational Wrestler of the Year (2002, 2004)[7]
  - Stanley Weston Award (2005)[114]
  - 2º tra i 500 migliori wrestler singoli nella PWI 500 (2004)[115]
  - 81º tra i 500 migliori wrestler singoli nella PWI Years (2003)[116]
  - 18º tra i 100 migliori tag team nella "PWI Years" (2003) – con Art Barr[116]
- World Championship Wrestling
  - WCW Cruiserweight Championship (2)[5]
  - WCW United States Heavyweight Championship (1)[5]
  - WCW United States Championship Tournament (1996)
- World Wrestling All-Stars
  - WWA International Cruiserweight Championship (1)[117]
- World Wrestling Association
  - WWA World Trios Championship (1) – con Chavo Guerrero Sr. e Mando Guerrero[118]
  - WWA World Welterweight Championship (1)[119]
- World Wrestling Federation/Entertainment
  - WWE Tag Team Championship (4)[5] – con Chavo Guerrero (2), Rey Mysterio (1) e Tajiri (1)
  - WWE Intercontinental Championship (2)[120]
  - WWF European Championship (2)
  - WWE Championship (1)[5]
  - WWE United States Championship (1)
  - WWE Hall of Fame (classe del 2006)[5]
  - WWE United States Championship Tournament (2003)
  - Triple Crown Champion
  - Grand Slam Champion (nuovo formato)
- Wrestling Observer Newsletter
  - 5 Star Match (1994) con Art Barr vs. El Hijo del Santo e Octagón il 6 novembre
  - Best on Interviews (2005)
  - Feud of the Year (1994) con Art Barr vs. El Hijo del Santo e Octagón
  - Feud of the Year (1995) vs. Dean Malenko
  - Most Charismatic (2004, 2005)
  - Tag Team of the Year (1994) con Art Barr come La Pareja del Terror
  - Tag Team of the Year (2002) con Chavo Guerrero come Los Guerreros
  - Wrestling Observer Newsletter Hall of Fame (2006)